# Hennadij Pasicz
Hennadij Anatolijowycz Pasicz, ukr. Геннадій Анатолійович Пасіч (ur. 13 lipca 1993 w Dnieprodzierżyńsku, w obwodzie dniepropetrowskim) – ukraiński piłkarz, grający na pozycji pomocnika.

## Kariera piłkarska

### Kariera klubowa
Wychowanek klubów Enerhojunior Dnieprodzierżyńsk i Inter Dniepropetrowsk, barwy których bronił w juniorskich mistrzostwach Ukrainy (DJuFL). 1 sierpnia 2010 rozpoczął karierę piłkarską w drugiej drużynie Dnipra Dniepropetrowsk. W styczniu 2014 został wypożyczony do klubu Naftowyk-Ukrnafta Ochtyrka, a latem został w klubie podpisując nowy kontrakt. W lipcu 2017 przeszedł do Weresu Równe. 1 lutego 2018 razem ze swoim bratem Jewhenem przeszedł do Olimpika Donieck, w którym grał do grudnia 2019 roku. 18 lutego 2020 podpisał kontrakt z Karpatami Lwów.